# Adwoa Aboah
Adwoa Caitlin Maria Aboah, conhecida artisticamente como Adwoa Aboah (Reino Unido, 18 de maio de 1992) é uma modelo e ativista britânica. Em dezembro de 2017, apareceu na capa de fim de ano da Vogue britânica. Além disso, já foi capa Vogue americana, Vogue italiana e da revista i-D.

## Vida
Aboah é filha de Charles Aboah e Camilla Lowther, ambos presentes no ramo da indústria da moda. Sua irmã, Kesewa, também é modelo. A modelo já teve um quadro de depressão e drogadição. Em 2013, graduou-se na Universidade de Brunel, no curso de drama moderno..

## Carreira
Aboah já modelou para as marcas Calvin Klein, Fendi, DKNY, Alexander Wang, Theory, H&M, Aldo, Versace, Topshop, Fenty x Puma, Kenzo, Simone Rocha, Erdem e outras. Para fomentar seu ativismo, criou uma associação feminina chamada Gurls Talk que busca atender jovens. Apareceu, em 2017, como Lia no filme japonês Ghost in the Shell. Em 2017, foi eleita a Mulher do Ano pela revista GQ do Reino Unido. Segundo o portal Models, Aboah é classificada como a maior modelo de 2017.